# George Ryan (homme politique, 1806-1876)
Pour les articles homonymes, voir George Ryan (homme politique, 1934) et Ryan.
George Ryan (1806-1876) était un agriculteur et un homme politique canadien du Nouveau-Brunswick.

## Biographie
George Ryan naît le 12 août 1806 à Pont-à-Buot, au Nouveau-Brunswick, mais déménage en 1814 à Studholm, dans le Comté de Kings.
Ryan se lance tout d'abord en politique provinciale et est élu député du Comté de Kings à l'Assemblée législative du Nouveau-Brunswick de 1850 à 1856, et de 1861 à 1866. Puis il se présente aux premières élections fédérales canadiennes et est élu député de la circonscription de Kings du 6 novembre 1867 au 8 juillet 1872.
Il décède le 5 février 1876.